# Birgit Aschmann
Birgit Aschmann (* 8. Januar 1967 in Hamburg) ist eine deutsche Historikerin. Sie ist Professorin für Europäische Geschichte des 19. Jahrhunderts an der Humboldt-Universität zu Berlin.

## Leben
Im Jahr 1986 nahm Aschmann ein Studium der Medizin auf. 1989 wechselte sie in die Fächerkombination Geschichte, Deutsch sowie Spanisch. Sie beendete ihr Studium 1995. Im Anschluss promovierte sie 1998 an der Universität zu Kiel mit der Arbeit Die Beziehungen zwischen der Bundesrepublik Deutschland und Spanien 1945–1963. Betreuer der Arbeit war Michael Salewski. In den Jahren 1998 bis 2000 war sie als Wissenschaftliche Mitarbeiterin am Kieler Lehrstuhl für Neuere und Neueste Geschichte tätig, bis 2003 bekleidete sie die Stelle einer Akademischen Rätin am selben Ort, um danach als wissenschaftliche Assistentin zu arbeiten. Von 2004 bis 2010 widmete sie sich ihrer Habilitation, die sie mit der Arbeit Preußens Ruhm und Deutschlands Ehre. Der nationale Ehrdiskurs im Vorfeld der preußisch-französischen Kriege im 19. Jahrhundert erfolgreich abschloss. Nach einer Vertretungsprofessur in Kiel wurde Aschmann 2011 als Nachfolgerin von Wolfgang Hardtwig auf den Lehrstuhl für Europäische Geschichte des 19. Jahrhunderts an die HU Berlin berufen.
Ihre Forschungsschwerpunkte liegen u. a. auf der Spanischen Geschichte des 19. und 20. Jahrhunderts.
Aschmann ist Mitglied im Beirat des Bundesministeriums für Verteidigung für das Zentrum für Militärgeschichte und Sozialwissenschaften der Bundeswehr und Mitglied der Kommission für Geschichte des Parlamentarismus und der politischen Parteien.
Birgit Aschmann ist außerdem zugewähltes Mitglied im Zentralkomitee der deutschen Katholiken (ZdK) und am 24. November 2017 in den Hauptausschuss des ZdK gewählt worden.

## Veröffentlichungen (Auswahl)
- „Treue Freunde“...? Westdeutschland und Spanien 1945–1963. Steiner, Stuttgart 1999, ISBN 3-515-07579-8 (Zugleich: Kiel, Universitäts-Dissertation, 1998) (= Historische Mitteilungen, Beiheft 34).
- (Hrsg. mit Michael Salewski): Das Bild „des Anderen“. Politische Wahrnehmung im 19. und 20. Jahrhundert. Steiner, Stuttgart 2000, ISBN 3-515-07715-4  (= Historische Mitteilungen, Beiheft 40).
- (Hrsg. mit Thomas Stamm-Kuhlmann, Jürgen Elvert, Jens Hohensee): Geschichtsbilder. Festschrift für Michael Salewski zum 65. Geburtstag (= Historische Mitteilungen, Beiheft 47). Steiner, Stuttgart 2003, ISBN 3-515-08252-2.
- (Hrsg.): Gefühl und Kalkül. Der Einfluss von Emotionen auf die Politik des 19. und 20. Jahrhunderts. Steiner, Stuttgart 2005, ISBN 3-515-08804-0 (= Historische Mitteilungen, Beiheft 62).
- Preußens Ruhm und Deutschlands Ehre. Zum nationalen Ehrdiskurs im Vorfeld der preußisch-französischen Kriege des 19. Jahrhunderts. Oldenbourg, München 2013, ISBN 978-3-486-71296-4 (Zugleich: Kiel, Univ., Habil.-Schr., 2006) (= Beiträge zur Militärgeschichte. Bd. 72).
- Deutsche Art in Sprache und Dichtung. Die Germanistik an der Christian Albrechts Universität in Kiel im Nationalsozialismus. In: Christoph Cornelißen, Carsten Mish (Hrsg.): Wissenschaft an der Grenze. Die Universität Kiel im Nationalsozialismus. Klartext, Essen 2009, ISBN 978-3-8375-0240-4 (= Mitteilungen der Gesellschaft für Kieler Stadtgeschichte. Bd. 86).
- Der Traum der Vernunft und seine Monster. Goyas Perspektiven auf das 19. Jahrhundert (= Lectiones Inaugurales LI, Bd. 6), Duncker & Humblot, Berlin 2013, ISBN 978-3-428-14105-0.
- 1813 im europäischen Kontext. Hrsg. mit Thomas Stamm-Kuhlmann. Steiner, Stuttgart 2015, ISBN 978-3-515-11042-6.
- (Hrsg.): Durchbruch der Moderne? Neue Perspektiven auf das 19. Jahrhundert, Campus Verlag, Frankfurt am Main 2019, ISBN 978-3-593-51087-3.
- Beziehungskrisen – eine Emotionsgeschichte des katalanischen Separatismus, Wallstein Verlag, Göppingen 2021, ISBN 978-3-8353-3840-1.[3]
- mit Klaus Herbers: Eine andere Geschichte Spaniens. Schlüsselgestalten vom Mittelalter bis ins 20. Jahrhundert. Böhlau, Köln 2022, ISBN 978-3-412-52557-6.
- mit Monika Wienfort (Hrsg.): Zwischen Licht und Schatten. Das Kaiserreich (1871–1914) und seine neuen Kontroversen. Campus, Frankfurt / New York 2022, ISBN 978-3-593-51508-3.